# Cheiracanthium kibonotense
Cheiracanthium kibonotense är en spindelart som beskrevs av Roger de Lessert 1921. Cheiracanthium kibonotense ingår i släktet Cheiracanthium och familjen sporrspindlar. Inga underarter finns listade i Catalogue of Life.